# Karin Dor
Kätherose Derr (Wiesbaden, Hesse; 22 de febrero de 1938-Múnich, Baviera; 6 de noviembre de 2017), conocida como Karin Dor, fue una actriz alemana que llegó a ser popular en la década de 1960 al actuar en la película de James Bond Sólo se vive dos veces y la película de Alfred Hitchcock Topaz.
Empezó su carrera cinematográfica interpretando a heroínas en películas basadas en las obras de Edgar Wallace y de Karl May.
Entre 1954 y 1968, estuvo casada con Harald Reinl, con quien tuvo un hijo. En 1988 se casó con George Robotham, un director de escenas de acción estadounidense, muerto en 2007. La pareja vivió en Los Ángeles y Múnich.
En 2008 estuvo en los escenarios en Múnich con Man liebt nur dreimal (Sólo se ama tres veces).
Dor murió en Múnich el 6 de noviembre de 2017, a los 79 años.

## Filmografía (selección)
- El tesoro del lago de plata (1962)
- Winnetou 2. Teil (1964)
- El regreso de Fu-Manchú (1965)
- Los nibelungos, 1.ª parte: la muerte de Sigfrido (1966)
- Los nibelungos, 2.ª parte: la venganza de Crimilda (1967)
- Sólo se vive dos veces (1967)
- Winnetou und Shatterhand im Tal der Toten (1968)
- Topaz (1969)